# Mojgrád
Mojgrád település Romániában, Szilágy megyében.

## Fekvése
Szilágy megyében, Zilahtól északkeletre fekvő település.

## Nevének eredete
Neve szláv eredetű. Magyar jelentése: Az én váram.

## Története
Mojgrád és környéke ősidők óta lakott hely volt. Határában áll Porolissum, Dacia egykori katonavárosa, melynek a területén végzett ásatások alkalmával sok különböző korból származó lelet került napvilágra. Borovszky a szilágysomlyói gót fejedelmi kincsekről, melyek a közeli Magura hegy alól kerültek napvilágra arra következtet, hogy Athanarich, a nyugati gótok királya egy időben itt a régi Porolissum falai alatt ütötte fel székhelyét.
Nevét az oklevelek 1423-ban említették először villa olachalis Maÿgrad néven, mint a Kusalyi Jakcs család birtokát.
1450-ben Maygrad, 1609-ben Majgrad, 1808-ban Majgrád, Mayroth, 1888-ban Mojgrád (Moigradu), 1913-ban Mojgrád néven írták. 1423-ban Mojgrád a Kusalyi Jakcs család birtoka volt. 1472-ben Bélteki Drágfi Miklóst és a fiait: Bertalant, Györgyöt, Ferencet és Pétert iktatták be az itteni birtokba. 1545-1548-ban Kusalyi Jakcs Mihályt iktatták be a birtokba. 1555 és 1557 között Mojgrád felét Báthory György és neje nyerte el, később a Serédi családé lett. A község az itt átvonuló hadak miatt az idők során sokat szenvedett, és el is pusztult, Hont megye küldötteinek feljegyzése szerint csak 1718-ban települt újra. Az 1720-as összeírás adatai szerint már 108 lakos élt a faluban, melyből 27 magyar, és 81 oláh volt. 1724-ben III. Károly a Serédiek e birtokát báró Andrási Ferencnek és Józsefnek adományozta. 1847-ben 242 lakosa volt, valamennyi görögkatolikus. 1890-ben 635 lakosából 7 magyar, 7 német, 592 oláh, és 29 egyéb nyelvű volt, ebből 609 görögkatolikus, 12 görögkeleti, református 7, izraelita 7. A házak száma 127 volt.

## Nevezetességek

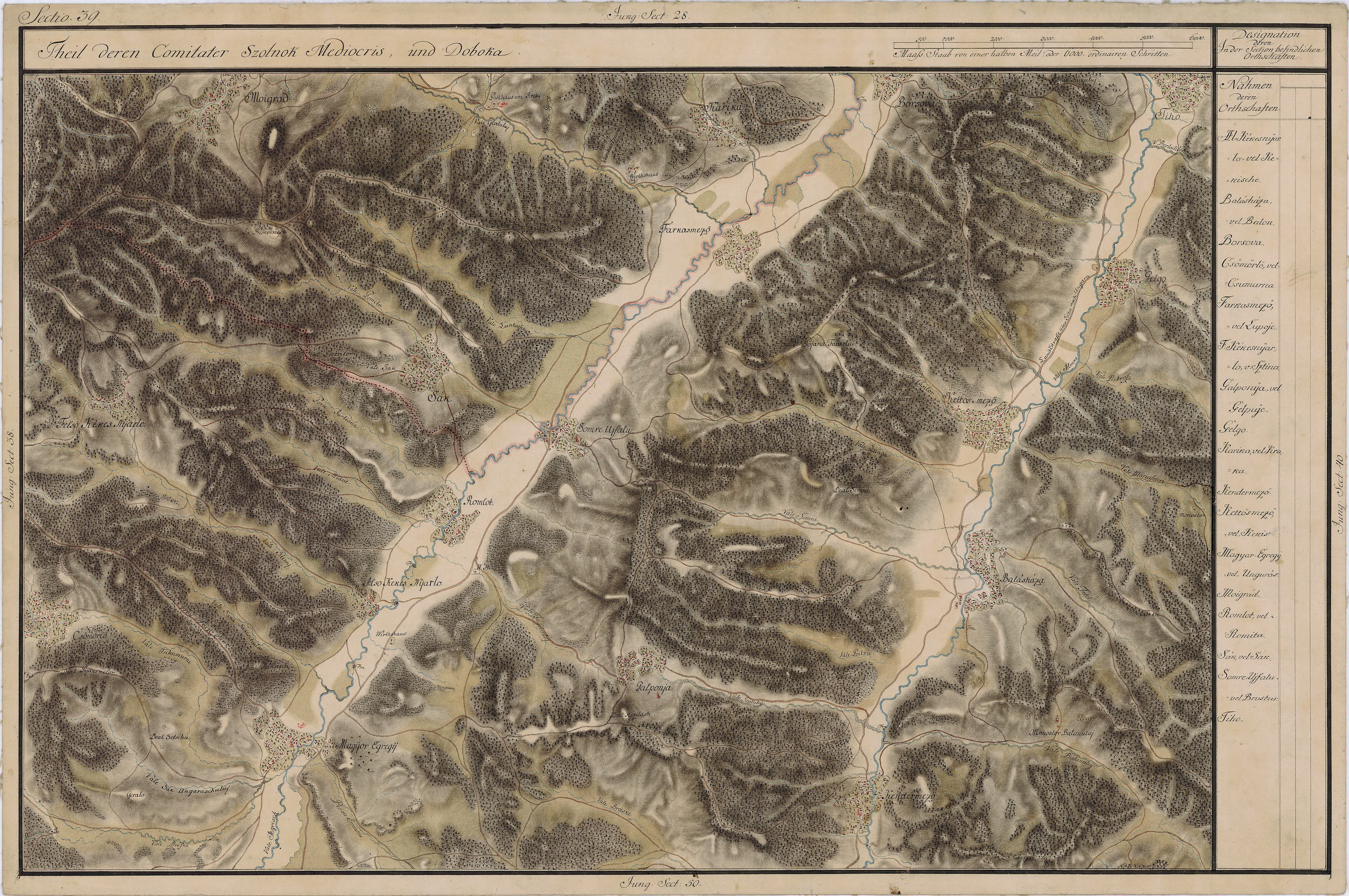
Mojgrád és a Meszesi kapu környéke egy 1700-as évekből való térképen

- Itt feküdt Porolissum, Dacia egykori katonai telepvárosa.
- Görögkatolikus fatemploma - 1730-ban épült. Anyakönyvet 1824-től vezetnek.

## Külső hivatkozások
- Porolissum Pecz Vilmos Ókori lexikonában